# Cristo incoronato con le spine
Cristo incoronato con le spine è un dipinto di Antonello da Messina, datato 1470.
Fa parte della serie di quattro dipinti raffiguranti lo stesso soggetto e chiamata Ecce Homo. Le altre tre opere rappresentano la variazione della stessa base pittorica, mentre questa è totalmente differente.